# Skennars Head
Skennars Head est une localité australienne située dans la zone d'administration locale du comté de Ballina, dans la région des Rivières du Nord dans l'État de Nouvelle-Galles du Sud, Australie.
Skennars Head est située sur la côte de l'océan Pacifique, à 8 km au nord-est de Ballina et juste au sud de Lennox Head.
La population s'élevait à 1 158 habitants en 2016.